# Деши
Деши (фр. Dechy) насеље је и општина у североисточној Француској у региону Север-Па д Кале, у департману Север која припада префектури Дуе.
По подацима из 2011. године у општини је живело 5133 становника, а густина насељености је износила 553,72 становника/km². Општина се простире на површини од 9,27 km². Налази се на средњој надморској висини од 35 метара (максималној 46 m, а минималној 18 m).

## Демографија
| 1962. | 1968. | 1975. | 1982. | 1990. | 1999. | 2011. |
| ----- | ----- | ----- | ----- | ----- | ----- | ----- |
| 5.974 | 6.165 | 6.630 | 5.720 | 5.464 | 5.283 | 5.133 |

График промене броја становника у току последњих година